# Juan Carlos Espinoza
Juan Carlos Espinoza Zerón (né le 24 août 1958 à Tela au Honduras) est un footballeur international hondurien, qui évoluait au poste de milieu de terrain, avant de devenir entraîneur.

## Biographie

### Carrière de joueur

#### Carrière en sélection
Avec l'équipe du Honduras, il joue entre 1985 et 1994 (pour 2 buts inscrits). 
Il figure notamment dans le groupe des sélectionnés lors des Gold Cup de 1991 et de 1993.
Il joue également 3 matchs comptant pour les tours préliminaires des coupes du monde 1990 et 1994.

## Palmarès
Honduras
- Gold Cup :
  - Finaliste : 1991

 CD Olimpia
- Championnat du Honduras :
  - Champion : 1984, 1986, 1987, 1989, 1993, 1996
- Coupe du Honduras de football
  - Vainqueur : 1996
- Coupe des champions de la CONCACAF
  - Vainqueur : 1988
  - Finaliste : 1985

 Real España
- Championnat du Honduras :
  - Champion : 1980